# Calista Gingrich
Callista Louise Gingrich (de soltera Bisek; nacida el 4 de marzo de 1966) es una empresaria estadounidense, autora, productora de documentales y música. Está casada con el ex Presidente de la Cámara de Representantes de los Estados Unidos y el candidato presidencial republicano de 2012 Newt Gingrich. En mayo de 2017, el presidente Donald Trump la nominó para ser la Embajadora de los Estados Unidos en la Santa Sede y el Senado de los Estados Unidos confirmó la nominación el 16 de octubre de 2017.